# طنجة (1946 فلم)
طنجة هو فيلم لسنة 1946 بالأسود والأبيض، تدور مجرياته في مدينة طنجة، شمال المغرب. الفيلم هو من إخراج جورج واغنر وتم تصويره في مساحات المغطات ل Universal. كان فيلم طنجة واحدا من آخر منتجات يونيفرسال بيكتشرز للأفلام قبل أن تتحول يونيفرسال إنترناشيونال في يوليو عام 1946.
يضم الفيلم مجموعة متنوعة من الممثلين العالميين المعروفين مثل ماريا مونتيز، روبرت بيج ولويز ألبريتون، ونجوم الأربعينات المعروفة فوستر بريستون وسابو الذي يغني " وقالت انها سوف تكون قادمة "جولة الجبال ".
تحكي القصة عن مؤامرة هروب أحد مجرمي الحرب النازية الذي هو مهرب ألماس.

## وصلات خارجية
- مقالات تستعمل روابط فنية بلا صلة مع ويكي بيانات